# Contea di Johnson (Missouri)
La contea di Johnson, in inglese Johnson County, è una contea situata nella parte ovest dello Stato del Missouri, negli Stati Uniti. La popolazione al censimento del 2010 era di 52 595 abitanti, con una stima per il 2018 di 53 652. Il capoluogo di contea è Warrensburg. La contea venne formata il 13 dicembre 1834 dalla Contea di Lafayette e prese il nome dal Vicepresidente Richard Mentor Johnson.
La Contea di Johnson comprende l'area statistica micropolitana di Warrensburg, che è anche inclusa nell'area statistica combinata Kansas City-Overland Park-Kansas City, MO-KS

## Geografia
Secondo l'Ufficio del censimento degli Stati Uniti d'America. la contea ha un'area totale di 2 160 km2, dei quali 2 150 km2 sono terreni e i restanti 10 km2 è composto da acqua.

### Contee adiacenti
- Contea di Lafayette (nord)
- Contea di Pettis (est)
- Contea di Henry (sud)
- Contea di Cass (ovest)
- Contea di Jackson (nordovest)

### Principali autostrade
- U.S. Route 50
- Route 2
- Route 13
- Route 23
- Route 58
- Route 131

## Società

### Evoluzione demografica
Secondo il censimento del 2000, nella contea risiedevano 48 258 persone, 17 410 abitazioni e 11 821 famiglie. La densità di popolazione era di 58 persone per miglio quadrato (22 su km2). C'erano 18 886 unità abitative ad una densità media di 23 per miglio quadrato (9 su km2). La popolazione era composta per il 90,12% da bianchi, per il 4,33% da persone di colore o afro-americani, per lo 0,65% da nativi americani, per l'1,43% da asiatici, per lo 0,13% da isolani del Pacifico, per l'1,29% da altre razze, e il 2,05% proveniva da due o più razze. Circa il 2,92% della popolazione era ispanica o latino-americana di qualsiasi razza.
C'erano 17 410 proprietari di abitazioni, nelle quali il 35,10% aveva bambini sotto i 18 anni che vivevano con loro, il 55,90% erano coppie sposate che vivevano insieme, l'8,50% erano proprietarie donne senza un marito presente, e il 32,10% non erano famiglie. Il 22,70% di tutte le abitazioni erano composte da individui, e il 7,10% aveva qualcuno di almeno 65 anni che viveva da solo.
Nella contea, la popolazione era composta per il 25,10% da giovani sotto i 18 anni, per il 20,20% tra i 18 e i 24, per il 27,60% tra i 25 e i 44 anni, per il 17,80% tra i 45 e i 64, e per il 9,30% da persone di almeno 65 anni. L'età media era di 28 anni. Per ogni 100 donne, c'erano 101,90 uomini. Per ogni 100 donne di almeno 18 anni, c'erano 100,40 uomini.
Il reddito medio di un'abitazione nella contea era di $ 35 391, e il reddito medio di una famiglia era di $ 43 050. Gli uomini avevano un reddito medio di $ 28 901, centro i $ 21 376 delle donne. Il reddito pro capite della contea era di $ 16 037. Circa il 9,50% delle femiglie e il 14,90% della popolazione viveva al di sotto della soglia di povertà, inclusi il 15,20% degli under 18 e il 10,80% degli over 65.

## Comunità

### Città
- Chilhowee
- Kingsville
- Knob Noster
- Leeton
- Warrensburg (capoluogo di contea)

### Villaggi
- Centerview
- Holden

### Luoghi designati dal censimento
- La Tour
- Whiteman AFB

### Altri luoghi non incorporati
- Bowen
- Bowmansville
- Burtville
- Columbus
- Cornelia
- Denton
- Dunksburg
- Elm
- Fayetteville
- Fulkerson
- Greendoor
- Henrietta
- Hoffman
- Magnolia
- Medford
- Montserrat
- Mount Olive
- Owsley
- Pittsville
- Post Oak
- Quick City
- Robbins
- Rose Hill
- Sutherland
- Valley City